# Digital Signal 3
Un senyal digital 3 (DS3) és un portador T de nivell 3 de senyal digital. També es pot anomenar línia T3.
Característiques:
- La velocitat de dades per a aquest tipus de senyal és de 44,736 Mbit/s (45 Mb).
- DS3 utilitza cable coaxial de 75 ohms i connectors BNC.
- Aquest nivell de portador pot transportar 28 senyals de nivell DS1 dins de la seva càrrega útil.
- Aquest nivell de transportista pot transportar 672 canals de nivell DS0 dins de la seva càrrega útil.[1]
- Aquests circuits són el tipus habitual entre els operadors de telefonia, tant amb cable com sense fil, i normalment per connexions òptiques OC1 [cita requerida].[3]

## Cablejat
Els cables d'interconnexió DS3 s'han de fer amb cables i connectors coaxials de 75 ohms reals. Els cables o connectors que siguin de 50 ohms o que es desviïn significativament dels 75 ohms provocaran reflexos del senyal que reduiran el rendiment de la connexió, possiblement fins al punt de no funcionar. GR-139-CORE, Requisits genèrics per al cable coaxial de l'oficina central, defineix els cables tipus 734 i 735 per a aquesta aplicació. A causa de les pèrdues, hi ha limitacions de distància diferents per a cada tipus de cable. El tipus 734 té un conductor central més gran i un aïllant per a pèrdues més baixes per a una distància determinada. Els connectors BNC també són molt importants, així com les eines de crimpat i pelat de cables que s'utilitzen per instal·lar-los. Trompeter, Cannon, Amphenol, Kings i Canare fan que alguns dels connectors de 75 ohms més fiables coneguts. El cable RG-6 o fins i tot el cable RG-59 econòmic pot funcionar temporalment quan s'acaba correctament, tot i que no compleix els estàndards tècnics de telefonia. El tipus 735 26 AWG s'utilitza per a interconnexions de fins a 225 peus, i el tipus 734 20 AWG s'utilitza per a interconnexions de fins a 450 peus.

## Preu de DS3
El servei DS3 s'ofereix a les empreses dels Estats Units a través de l'operador d'intercanvi local actual i dels proveïdors de comunicacions de l'operador d'intercanvi local competitius. El preu, com una línia T1 (o DS1), té dos components principals: el bucle (que és sensible a la distància) i el port (o el preu que cobra l'operador per accedir a Internet a través de la seva xarxa patentada).